# رودريك كارنغي
رودريك كارنغي (بالإنجليزية: Roderick Carnegie)‏ هو مهندس ورجل أعمال أسترالي، ولد في 27 نوفمبر 1932.